# Ciubăr
Ciubăr – hospodar Mołdawii w roku 1449. Jego pochodzenie oraz losy są nieznane. Wspomina o nim mołdawski dziejopis z początku XVII wieku Grigore Ureche.